# Штадензен
Штадензен (њем. Stadensen) општина је у њемачкој савезној држави Доња Саксонија. Једно је од 29 општинских средишта округа Илцен. Према процјени из 2010. у општини је живјело 1.319 становника. Посједује регионалну шифру (AGS) 3360021.

## Географски и демографски подаци
Штадензен се налази у савезној држави Доња Саксонија у округу Илцен. Општина се налази на надморској висини од 53 метра. Површина општине износи 53,8 km². У самом мјесту је, према процјени из 2010. године, живјело 1.319 становника. Просјечна густина становништва износи 25 становника/km².